# Grobišče (Postojna, Slovenija)
Grobišče je naselje u slovenskoj Općini Postojni. Grobišče se nalazi u pokrajini Notranjskoj i statističkoj regiji Notranjsko-kraškoj. 

## Stanovništvo
Prema popisu stanovništva iz 2002. godine naselje je imalo 60 stanovnika.